# Moretta
Moretta is een gemeente in de Italiaanse provincie Cuneo (regio Piëmont) en telt 4226 inwoners (31-12-2004). De oppervlakte bedraagt 24,2 km², de bevolkingsdichtheid is 175 inwoners per km².
De volgende frazioni maken deel uit van de gemeente: Boglio, Bogliotto, Brasse, Brasse Piccolo, Pasco, Piattera, Prese, Roncaglia, Tetti Varaita.

## Demografie
Moretta telt ongeveer 1666 huishoudens. Het aantal inwoners steeg in de periode 1991-2001 met 2,2% volgens cijfers uit de tienjaarlijkse volkstellingen van ISTAT.
| Jaar | Inwoneraantal |
| ---- | ------------- |
| 1991 | 4017          |
| 2001 | 4106          |

## Geografie
De gemeente ligt op ongeveer 252 m boven zeeniveau.
Moretta grenst aan de volgende gemeenten: Cardè, Faule, Murello, Polonghera, Saluzzo, Torre San Giorgio, Villafranca Piemonte (TO), Villanova Solaro.